# 홀리 마운틴 (1973년 영화)
《홀리 마운틴》(La Montana Sagrada, The Holy Mountain)은 멕시코에서 제작된 알레한드로 조도로프스키 감독의 1973년 드라마, 판타지 영화이다. 알레한드로 조도로프스키 등이 주연으로 출연하였고 알레한드로 조도로프스키 등이 제작에 참여하였다.

## 출연

### 주연
- 알레한드로 조도로프스키

### 조연
- 버트 클레이너
- 리처드 루토브스키

## 기타
- 미술: 알레한드로 조도로프스키
- 의상: 알레한드로 조도로프스키